# Joop Rohner
Johannes Jacobus Rohner, detto Joop (Amsterdam, 6 luglio 1927 – Hobart, 25 gennaio 2005), è stato un pallanuotista olandese, vincitore di una medaglia di bronzo all'olimpiade di Londra 1948.